# Nati nel 1902/Aprile
| Questa pagina contiene informazioni ricavate automaticamente dalle voci biografiche con l'ausilio del template Bio e di un bot. L'aggiornamento è periodico e automatico e ricostruisce completamente la pagina. Se manca una persona in questa lista, sei pregato di non aggiungerla, ma accertati piuttosto che la sua voce biografica contenga il template Bio e che i dati anagrafici siano correttamente compilati. Se il template Bio manca, inseriscilo tu stesso o, in alternativa, metti l'avviso {{tmp\|Bio}} che ne segnala la mancanza. Se i dati riportati sono sbagliati, correggi direttamente la voce biografica; le modifiche saranno visibili in questa lista entro pochi giorni. Per chiarimenti vedi il progetto biografie. La lista contiene solo le 111 persone che sono citate nell'enciclopedia e per le quali è stato implementato correttamente il template Bio. Pagina aggiornata al 10 ago 2025. |

- 1º aprile - Denise Colomb, fotografa francese († 2004)
- 1º aprile - Philip Sachs, allenatore di pallacanestro statunitense († 1973)
- 2 aprile - Edward Eliscu, poeta, produttore cinematografico e attore statunitense († 1998)
- 2 aprile - Marcelino Gálatas, calciatore filippino († 1994)
- 2 aprile - Carmen Lucia, sindacalista italiana († 1985)
- 2 aprile - Jan Tschichold, tipografo, scrittore e designer tedesco († 1974)
- 3 aprile - Giacomo Delitala, giurista e avvocato italiano († 1972)
- 3 aprile - Harry Earles, attore statunitense († 1985)
- 3 aprile - Henry Garat, attore francese († 1959)
- 3 aprile - Reinhard Gehlen, generale tedesco († 1979)
- 4 aprile - Louise Lévèque de Vilmorin, scrittrice, poetessa e sceneggiatrice francese († 1969)
- 4 aprile - Fred O'Connor, calciatore statunitense († 1952)
- 4 aprile - Stanley G. Weinbaum, scrittore e autore di fantascienza statunitense († 1935)
- 5 aprile - Take Asai, giapponese († 1994)
- 5 aprile - Giuseppe Marotta, scrittore, sceneggiatore e paroliere italiano († 1963)
- 5 aprile - Menachem Mendel Schneerson, filosofo, mistico e rabbino ucraino († 1994)
- 6 aprile - Gaetano Di Bartolo Milana, anarchico e antifascista italiano († 1984)
- 6 aprile - Marcello Gallian, scrittore, giornalista e drammaturgo italiano († 1968)
- 6 aprile - Jane Gylling, nuotatrice svedese († 1961)
- 6 aprile - Veniamin Aleksandrovič Kaverin, scrittore sovietico († 1989)
- 6 aprile - Margaret Michaelis-Sachs, fotografa austriaca († 1985)
- 6 aprile - Gertrude Short, attrice statunitense († 1968)
- 7 aprile - Nino Celeste, calciatore italiano
- 7 aprile - Eduard Ellmann-Eelma, calciatore estone († 1941)
- 7 aprile - Lino Liviabella, compositore e pianista italiano († 1964)
- 7 aprile - Spartaco Orazi, calciatore, velocista e dirigente sportivo italiano († 1941)
- 7 aprile - Kustaa Pihlajamäki, lottatore finlandese († 1944)
- 7 aprile - Riccardo Rosa, politico italiano († 1970)
- 7 aprile - Giannino Valli, cestista e allenatore di pallacanestro italiano († 1995)
- 8 aprile - Tonino Benelli, pilota motociclistico italiano († 1937)
- 8 aprile - Andrew Irvine, alpinista britannico († 1924)
- 8 aprile - Josef Krips, direttore d'orchestra e violinista austriaco († 1974)
- 8 aprile - Marion Mack, attrice e sceneggiatrice statunitense († 1989)
- 9 aprile - David Cecil, biografo, anglista e scrittore britannico († 1986)
- 9 aprile - Carlo Della Valle, geografo italiano († 1977)
- 9 aprile - Erich Fuchs, funzionario tedesco († 1980)
- 9 aprile - Giuseppe Grigoli, allenatore di calcio e calciatore italiano († 1975)
- 9 aprile - Giuseppe Sotgiu, avvocato, giurista e politico italiano († 1980)
- 10 aprile - Pierre Chesneau, calciatore francese († 1986)
- 10 aprile - Kåre Kongsvik, calciatore norvegese († 1982)
- 10 aprile - Carlo Pariset, giornalista e funzionario italiano († 1993)
- 10 aprile - Ivo Perilli, sceneggiatore, regista e scenografo italiano († 1994)
- 10 aprile - Carlo Schiffrer, storico italiano († 1970)
- 11 aprile - Max Abegglen, calciatore svizzero († 1970)
- 11 aprile - Enzo De Muro Lomanto, tenore italiano († 1952)
- 11 aprile - Shirley Grey, attrice statunitense († 1981)
- 11 aprile - Martti Lappalainen, fondista e sciatore di pattuglia militare finlandese († 1941)
- 12 aprile - Louis Beel, politico olandese († 1977)
- 13 aprile - Giuseppe Mazzoli, allenatore di calcio e calciatore italiano († 1952)
- 14 aprile - Giuseppe Bellisario, direttore d'orchestra, compositore e pianista italiano († 1973)
- 14 aprile - Tommaso Leonetti, arcivescovo cattolico italiano († 1981)
- 14 aprile - Ken Loeffler, allenatore di pallacanestro statunitense († 1975)
- 14 aprile - Jakov Vladimirovič Smuškevič, generale e politico sovietico († 1941)
- 14 aprile - Tomotaka Tasaka, regista giapponese († 1974)
- 14 aprile - Francesco Zucchetti, pistard e ciclista su strada italiano († 1980)
- 15 aprile - José María Albareda, farmacologo, agronomo e presbitero spagnolo († 1966)
- 15 aprile - Bohuslav Kirchmann, schermidore cecoslovacco († 1990)
- 16 aprile - Leto Casini, presbitero italiano († 1992)
- 16 aprile - Bert Johnston, mezzofondista britannico († 1967)
- 16 aprile - Giuseppe Maranini, giurista, politico e pubblicista italiano († 1969)
- 16 aprile - Luis Pasarín, calciatore e allenatore di calcio spagnolo († 1986)
- 16 aprile - Zoltán Soós-Ruszka Hradetzky, tiratore a segno ungherese († 1992)
- 17 aprile - Jaime Torres Bodet, politico e scrittore messicano († 1974)
- 18 aprile - Vincenzo Cavalla, arcivescovo cattolico e biblista italiano († 1954)
- 18 aprile - Ermanno Contini, giornalista, critico cinematografico e sceneggiatore italiano († 1959)
- 18 aprile - Vittorio Gliubich, canottiere italiano († 1984)
- 18 aprile - Harry Owens, compositore statunitense († 1986)
- 18 aprile - Giuseppe Pella, politico e economista italiano († 1981)
- 18 aprile - Charles des Jamonières, tiratore a segno francese († 1970)
- 19 aprile - Vsevolod Aksenov, attore sovietico († 1960)
- 19 aprile - Giuseppe Di Salvo, attivista e comandante marittimo italiano († 1988)
- 19 aprile - Virginia Fox, attrice statunitense († 1982)
- 19 aprile - Leone Jacovacci, pugile italiano († 1983)
- 19 aprile - Billy Quick, pallanuotista britannico († 1994)
- 20 aprile - Ernest Blenkinsop, calciatore inglese († 1969)
- 20 aprile - Olga Elia, archeologa italiana († 1977)
- 20 aprile - Segundo Gómez, calciatore argentino
- 20 aprile - Maurice Mercery, calciatore francese († 1991)
- 20 aprile - Donald Wolfit, attore britannico († 1968)
- 21 aprile - Sorelle De Marchi, insegnante italiana († 1975)
- 21 aprile - Cyril Gill, velocista britannico († 1989)
- 21 aprile - Ildebrando Imberciadori, storico italiano († 1995)
- 21 aprile - José María Lavalle, calciatore peruviano († 1984)
- 21 aprile - Gino Levi-Montalcini, architetto e disegnatore italiano († 1974)
- 21 aprile - Don Potter, scultore e insegnante britannico († 2004)
- 22 aprile - Henri Lafont, criminale francese († 1944)
- 22 aprile - Megan Lloyd George, politica britannica († 1966)
- 23 aprile - Halldór Laxness, scrittore islandese († 1998)
- 23 aprile - Ladislao Mittner, germanista, critico letterario e filologo italiano († 1975)
- 24 aprile - Gustaf Wejnarth, velocista svedese († 1990)
- 25 aprile - Albert Andersson, ginnasta, multiplista e ostacolista svedese († 1977)
- 25 aprile - Werner Heyde, psichiatra tedesco († 1964)
- 25 aprile - Oreste Moretti, calciatore italiano
- 25 aprile - Gwen Porter, velocista britannica († 1993)
- 25 aprile - Mary Miles Minter, attrice statunitense († 1984)
- 25 aprile - Giuseppe Scagliosi, partigiano italiano († 1944)
- 26 aprile - Alessandro Passerin d'Entrèves, filosofo, storico e partigiano italiano († 1985)
- 26 aprile - Umberto Pessina, presbitero italiano († 1946)
- 26 aprile - Ross Taylor, hockeista su ghiaccio canadese († 1984)
- 27 aprile - Kitty Kelly, attrice statunitense († 1968)
- 27 aprile - Maria Pia Pagliarini, soprano italiana († 1935)
- 27 aprile - Harry Stockwell, attore e cantante statunitense († 1984)
- 28 aprile - Johan Borgen, scrittore, giornalista e critico letterario norvegese († 1979)
- 28 aprile - Raffaele Scorzoni, arbitro di calcio italiano († 1975)
- 29 aprile - Theodore Chanler, compositore statunitense († 1961)
- 29 aprile - Francis Stuart, scrittore, giornalista e saggista irlandese († 2000)
- 30 aprile - Peregrino Anselmo, calciatore e allenatore di calcio uruguaiano († 1975)
- 30 aprile - Maria Francesca Giannetto, religiosa italiana († 1930)
- 30 aprile - Giorgio Malipiero, avvocato e calciatore italiano († 1971)
- 30 aprile - André-François Marescotti, compositore svizzero († 1995)
- 30 aprile - Theodore Schultz, economista statunitense († 1998)